# Einbürgerungstest
Ein Einbürgerungstest ist eine Prüfung, die bestanden werden muss, damit ein bisheriger Nicht-Staatsbürger eine bestimmte Staatsbürgerschaft erhalten kann. Geprüft werden zum Beispiel ein bestimmter Wissenstand über die Geschichte des Staates, Sprachkenntnisse oder Qualifikationen für den Arbeitsmarkt.
Einbürgerungstests gibt es unter anderem in den USA, Kanada, den Niederlanden, Österreich, der Schweiz, Dänemark, Australien (seit 2007) sowie in Deutschland (seit 2008).
Zahlreiche Diskussionen gibt es über den genauen Inhalt dieser Tests. Insbesondere in Deutschland wurde diskutiert, ob die Abfrage von Meinungen und Gesinnungen zugelassen werden soll. Diese Frage wurde innerhalb der bundesweit einheitlichen Form des Einbürgerungstests verneint.

## Australien
Den australischen Einbürgerungstest (engl. citizenship test) gibt es seit 2007. Er beinhaltet 20 Fragen in Form von Multiple Choice, die zu 75 % richtig beantwortet werden müssen. Die Beherrschung der englischen Sprache wird hierbei nicht eigens getestet, sondern als Voraussetzung für das Beantworten der Fragen aufgefasst.
Es existieren drei Formen des Einbürgerungstests: Ein 45-minütiger Standardtest, ein 90-minütiger Test mit Betreuung sowie vorgeschaltetem, 400-stündigem Englischkurs, und schließlich ein Test im Rahmen eines Staatsbürgerschafts-Kurses, wenn jemand in den vorherigen Tests dreimal durchgefallen ist. Das Durchfallen hat keine negativen Konsequenzen.
Personen unter 18 sowie über 60 Jahren benötigen den Test üblicherweise nicht, um die australische Staatsbürgerschaft zu erlangen. Ersatzweise gibt es ein citizenship interview. Abgefragt werden hierbei grundlegende Kenntnisse der englischen Sprache sowie ein Verständnis dafür, was die Staatsbürgerschaft für Rechte und Pflichten mit sich bringt.

## Deutschland

### Der Einbürgerungstest in Baden-Württemberg 2006–2011
Den Einbürgerungsbewerbern wurden ab 2006 30 Fragen gestellt, die sich auf das Wesen der Demokratie, die Religionsfreiheit und religiöse Gefühle, die Terroranschläge von New York und Washington 2001 und Madrid 2004, Homosexualität und besonders auf das Rollenverständnis von Mann und Frau beziehen. Die Fragen wurden den Antragstellenden nicht, wie in der öffentlichen Debatte oft dargestellt, schriftlich vorgelegt, sondern vorgelesen oder in ein Gespräch eingebunden. Nach einem bestimmten Punkteschlüssel werden die Antworten anschließend von der Staatsangehörigkeitsbehörde bewertet und konnten bei entsprechender Bewertung zur Ablehnung des Einbürgerungsantrags führen.
Der Gesprächsleitfaden sollte ursprünglich nur bei Einbürgerungsbewerbern muslimischen Glaubens angewendet werden. Kurz vor der Einführung wurde seine Anwendung für alle Bewerber aus den 57 Staaten der Islamischen Konferenz und Muslime aus anderen Staaten vorgeschrieben sowie für Bewerber, bei denen Zweifel an ihrer Verfassungstreue bestehen.
Der Antragsteller wird weiter wie folgt hingewiesen:

„Ich wurde ausdrücklich darauf hingewiesen, dass unwahre Angaben als Täuschung der Einbürgerungsbehörde gewertet werden und – auch noch nach Jahren – zur Rücknahme der Einbürgerung führen können, selbst wenn ich dadurch staatenlos werden sollte.“

Gemäß einer Entscheidung des baden-württembergischen Innenministeriums vom Februar 2009 müssen Personen, die an einer Hochschule in Deutschland erfolgreich Jura, Politik oder Verwaltungswissenschaften studiert haben, den Einbürgerungstest ab sofort nicht mehr ablegen.
Der Test führte zu Kritik muslimischer Verbände, insbesondere des Zentralrats der Muslime, der Grünen und Teilen der SPD. Auch der baden-württembergische Justizminister Ulrich Goll (FDP) äußerte Zweifel an Sinn und Rechtsstaatlichkeit der Gesinnungsprüfung. Hauptvorwürfe sind die Stigmatisierung und Diskriminierung von Muslimen und der Zweifel an der Vereinbarkeit mit dem Grundgesetz. Auch wird bezweifelt, dass eine Verweigerung der Einbürgerung auf Grund dieses Einbürgerungstests einer juristischen Anfechtung standhalten würde oder ob trotz eines negativen Einbürgerungstests die deutsche Staatsangehörigkeit verliehen werden müsste.
Am 19. Januar 2006 beschäftigte der Einbürgerungstest auch den Bundestag. Die Fraktion von Bündnis 90/Die Grünen beantragte eine Entschließung, nach der sich die Bundesregierung für eine Überarbeitung des Gesprächsleitfadens einsetzen solle. Trotz mehrheitlicher Kritik am Einwanderungstest durch alle Fraktionen außer CDU/CSU wurde der Antrag mit knapper Mehrheit abgelehnt.
Gleichwohl teilte der hessische Innenminister Volker Bouffier (CDU) am selben Tag mit, dass auch das Land Hessen die Einführung einer Gesinnungsprüfung nach baden-württembergischen Vorbild plane. Später konkretisierte er das Vorhaben, indem er mitteilte, keinen speziellen Test für muslimische, sondern für alle Bewerber zu planen, auf umstrittene Fragen zu verzichten und die Pläne mit Vertretern von hessischen Ausländerorganisationen zu diskutieren.
Dieser Einbürgerungstest wurde 2011 unter der grün-roten Landesregierung abgeschafft. Dort gilt nun der deutschlandweite Test.

### Der Entwurf Hessens
Der am 14. März 2006 vom hessischen Innenministerium veröffentlichte Entwurf „Leitfaden Wissen und Werte in Deutschland und Europa“ beinhaltet 100 Fragen zur deutschen und europäischen Politik, Geschichte und Kultur, gibt aber keine Antworten vor, bietet also keine „Musterlösung“.
Der Entwurf enthält Fragen zu den Themengebieten
- „Deutschland und die Deutschen“,
- „Grundlinien deutscher Geschichte“,
- „Verfassung und Grundrechte“,
- „Wahlen, Parteien und Interessenverbände“,
- „Parlament, Regierung und Streitkräfte“,
- „Bundesstaat, Rechtsstaat und Sozialstaat“,
- „Deutschland in Europa“,
- „Kultur und Wissenschaft“ sowie
- „Deutsche Nationalsymbole“.

Es war geplant, dass dieser Entwurf in überarbeiteter Form ein Bestandteil eines in Hessen verschärften Einbürgerungsprozesses werden sollte. Dies wurde durch die bundeseinheitliche Regelung hinfällig.
Berichte in Medien sowie dort stattfindende Diskussionen (z. B. Leserbriefe) zeigten, dass viele Fragen entweder nur subjektiv interpretierbare Wertefragen sind (zum Beispiel die, wie man seine Kinder erziehen sollte), oder nicht eindeutig genug gestellt sind, etwa die Frage nach dem höchsten deutschen Gericht: Die korrekte Antwort wäre aus Sicht eines Geographen wohl „Amtsgericht Titisee/Neustadt“ (kartographisch am höchsten gelegen), aber nicht die wohl erwartete Antwort „Bundesverfassungsgericht“. Kritiker des Entwurfs werfen den hessischen Behörden deshalb auch vor, den Fragebogen handwerklich schlecht entworfen zu haben. Insbesondere sind aus wissenschaftlicher Sicht mehrere Fragen nicht korrekt zu beantworten: Weder ist das Bundesverfassungsgericht das „höchste deutsche Gericht“ (ein höchstes Gericht kann es nur innerhalb eines Instanzenzuges geben, das Bundesverfassungsgericht ist aber nicht Teil eines Instanzenzuges), noch ist der Bundesrat die „Vertretung der deutschen Länder auf Bundesebene“ (der Bundesrat ist ein Gesetzgebungsorgan des Bundes, das aus Mitgliedern der Regierungen der Länder besteht).
Ein weiterer Kritikpunkt ist die Frage, ob der Test auch legitime Interpretationsspielräume, was eine freiheitliche Gesellschaft sei, zulasse. Dies betrifft z. B. den Wunsch nach einer traditionell geprägten Ausrichtung des eigenen Lebens bei gleichzeitiger Anerkennung der Grundrechte aller.
Neben den Antworten steht auch der Inhalt der Fragen selbst in der Kritik. So bezweifelte etwa der bekannte Literaturkritiker Marcel Reich-Ranicki, ob man wirklich ein bestimmtes Bild wie beispielsweise Kreidefelsen auf Rügen von Caspar David Friedrich kennen müsse, um deutscher Staatsbürger werden zu dürfen.

### Die bundeseinheitliche Regelung
Seit dem 1. September 2008 müssen Ausländer in Deutschland zur Einbürgerung einen bundeseinheitlichen Einbürgerungstest bestehen. Die Einzelheiten zur Durchführung des Testes werden in der Einbürgerungstestverordnung geregelt. Er besteht aus 33 Fragen aus einem Katalog von 310 Fragen, von denen 17 richtig beantwortet werden müssen. Dabei kommt ein Single-Choice-Verfahren zum Zuge, d. h. zu jeder Frage werden vier Antwortmöglichkeiten vorgegeben, von denen genau eine als richtig gewertet wird. Kritiker bemängeln, dass die Antwortmöglichkeiten teilweise ungenau oder sogar falsch sind.
Der Test wurde an der Humboldt-Universität zu Berlin im Institut zur Qualitätsentwicklung im Bildungswesen entwickelt und am 8. Juli 2008 der Öffentlichkeit vorgestellt. Der Test ist mit 25 Euro Gebühren belegt und kann beliebig oft wiederholt werden. Zusätzlich können die Bundesländer Einbürgerungsgespräche führen.

#### Diskussion in Deutschland
Der Ausdruck Einbürgerungstest wurde zunächst vor allem für den in Baden-Württemberg zum 1. Januar 2006 eingeführten Gesprächsleitfaden für Einbürgerungsbehörden verwendet, mit dem die Einstellung insbesondere von Muslimen, die die deutsche Staatsangehörigkeit beantragt haben, zur freiheitlichen demokratischen Grundordnung der Bundesrepublik Deutschland überprüft werden soll. Mittlerweile zog auch das Bundesland Hessen nach, dessen Innenminister am 14. März 2006 einen „Leitfaden Wissen und Werte in Deutschland und Europa, 100 Fragen zu kulturellen, historischen und politischen Tatbeständen“ veröffentlichte. Der baden-württembergische „Gesprächsleitfaden“ wurde, nachdem er lange in der Kritik stand, als „Gesinnungstest“ Muslime pauschal unter Extremismusverdacht zu stellen, im Juli 2011 von Integrationsministerin Bilkay Öney abgeschafft.
Außerdem sollten Antragsteller für die deutsche Staatsangehörigkeit einen Sprachtest absolvieren, der sicherstellen soll, dass sie über ausreichende deutsche Sprachkenntnisse verfügen. Der Begriff Einbürgerungstest wurde gelegentlich auch für diese Sprachtests verwendet.

#### Verständigung in der Innenministerkonferenz
Einstimmig haben die Innenminister der Länder im Mai 2006 sich darauf verständigt, dass einbürgerungswillige Ausländer sich in deutscher Sprache verständigen können müssen und zudem einen im Bundesgebiet einheitlichen Einbürgerungstest absolvieren müssen. Dazu sollen Einbürgerungskurse angeboten werden, deren Besuch allerdings freiwillig ist.
Eine entsprechende Änderung des Staatsangehörigkeitsgesetzes hinsichtlich der Anforderungen an die Sprachkenntnisse ist am 28. August 2007 in Kraft getreten. Danach werden nunmehr Sprachkenntnisse nach dem Zertifikat Deutsch in mündlicher und schriftlicher Form gefordert.
Im Hinblick auf inhaltliche Kenntnisse „kultureller, politischer und historischer“ Art ist eine entsprechende Änderung des Staatsangehörigkeitsgesetzes erst am 1. September 2008 in Kraft getreten. Seitdem ist eine zusätzliche Voraussetzung für den Einbürgerungsanspruch, dass der antragstellende Ausländer „über Kenntnisse der Rechts- und Gesellschaftsordnung und der Lebensverhältnisse in Deutschland verfügt.“ Weiter heißt es in dem Gesetz:
Auszug aus § 10 Staatsangehörigkeitsgesetz
(5) Die Voraussetzungen des Absatzes 1 Satz 1 Nr. 7 sind in der Regel durch einen erfolgreichen Einbürgerungstest nachgewiesen. Zur Vorbereitung darauf werden Einbürgerungskurse angeboten; die Teilnahme daran ist nicht verpflichtend.
(7) Das Bundesministerium des Innern wird ermächtigt, die Prüfungs- und Nachweismodalitäten des Einbürgerungstests sowie die Grundstruktur und die Lerninhalte des Einbürgerungskurses nach Absatz 5 auf der Basis der Themen des Orientierungskurses nach § 43 Abs. 3 Satz 1 des Aufenthaltsgesetzes durch Rechtsverordnung, die nicht der Zustimmung des Bundesrates bedarf, zu regeln.
Die entsprechende Einbürgerungstestverordnung vom 5. August 2008 (BGBl. I S. 1649) wurde inzwischen veröffentlicht.
Keine Einigkeit konnte zwischen den Innenministern darüber erreicht werden, ob bei der Einbürgerung ein Eid auf die Verfassung geleistet werden soll. Dadurch ist der Eid nicht zu Gegenstand der Rechtsverordnung geworden.

#### Hintergrund
Am 1. Januar 2000 trat das Staatsangehörigkeitsgesetz (StAG) in Kraft, das unter anderem sicherstellen soll, dass ein Antragsteller sich zur freiheitlichen demokratischen Grundordnung des Grundgesetzes bekennt und keine terroristischen Aktivitäten entfaltet. Formal geschieht dies durch die eigenhändige Unterzeichnung eines bundesweit einheitlichen Vordrucks durch den Antragsteller.
Das baden-württembergische Innenministerium bezweifelte allerdings die Ernsthaftigkeit des Bekenntnisses zum Grundgesetz von muslimischen Einwanderungsbewerbern. Dabei wurde insbesondere auf eine Studie des Zentralinstituts Islam-Archiv-Deutschland verwiesen, nach der 21 Prozent der in Deutschland lebenden Muslime das Grundgesetz für unvereinbar mit dem Koran halten würden. Das Innenministerium äußerte deshalb öffentlich Zweifel, „ob bei Muslimen generell davon auszugehen sei, dass ihr Bekenntnis bei der Einbürgerung auch ihrer tatsächlichen inneren Einstellung entspreche“. Das Islam-Archiv hielt diese Interpretation für falsch und verwies darauf, dass die Studie eine steigende Akzeptanz des Grundgesetzes bei Muslimen gezeigt habe. Andere Wissenschaftler wie zum Beispiel Wilhelm Heitmeyer bezweifeln die Aussagekraft der Studie generell.

#### Wirkung
Im Jahr 2008 ist im Vergleich zu 2007 die Zahl der Einbürgerungen drastisch zurückgegangen (in Hamburg um 31 Prozent). Als Hauptursache hierfür werden die erhöhten Anforderungen hinsichtlich der Beherrschung der deutschen Sprache bei Bewerbern um eine Einbürgerung angeführt.

#### Rechtliche Bewertung
Die Einbürgerungstests werden von Juristen bei der gegenwärtigen Rechtslage dahingehend kritisch hinterfragt, ob ein Einbürgerungstest zulässig ist oder – abgesehen von Ermessensfällen – vielmehr folgenlos verweigert werden kann.
Wesentliche Problemkomplexe sind:
- fehlende Regelungskompetenz: Ein Bundesgesetz, das öffentlich-rechtliche Rechtsansprüche regelt, darf von einem Bundesland nicht so geändert werden, dass effektiv neue Kriterien hinzugefügt werden. Denn dies kommt im Ergebnis einer ergänzenden bzw. modifizierenden Gesetzgebung gleich. Die Länder haben die Bundesgesetze umzusetzen, eine Änderung ist jedoch keine Umsetzung.
- Verstoß gegen die Gewaltenteilung: Erst recht mangelt es der Exekutive an einer solchen Befugnis hierfür – was ein Landtag nicht kann, kann ein Landesinnenminister schon gar nicht.
- abschließender Regelungscharakter der Materie: Eine Materie wie die Staatsbürgerschaft ist ausschließlich dem Bund zugewiesen, denn nur die Bundesrepublik kann die Bundesstaatsbürgerschaft regeln (Art. 73 Nr. 2 GG).
- fehlender Verweigerungsgrund: Ein Test findet im gegenwärtigen Recht keine Rechtsgrundlage. Einem Einbürgerungsbewerber, der im Übrigen die Voraussetzungen erfüllt, kann die Einbürgerung nicht verweigert werden, weil er den Test nicht macht oder nicht zufriedenstellend besteht. (§ 11 ff. StAG)
- Ungeeignetheit: Die Fragen aus den bisher vorhandenen Einbürgerungstests können allenfalls unter dem Aspekt des „Bekenntnisses zur freiheitlichen demokratischen Grundordnung des Grundgesetzes für die Bundesrepublik Deutschland“ und der Unterstützung terroristischer Aktivitäten gestellt werden. Dies erfordert eine Prüfung der inneren subjektiven Einstellung des Antragstellers und ihrer voluntativen Aspekte. Eine Wissensprüfung ist hierzu ungeeignet: Ein völlig ungebildeter Antragsteller kann verfassungs- und rechtstreu sein, umgekehrt kann ein gebildeter und wissender Antragsteller verfassungsfeindlich eingestellt sein.
- Verstoß gegen das StAG: Eine Prüfung voluntativer Einstellungen ist erst zulässig ab einer gewissen Prüfungsschwelle. Das StAG geht vom (statistischen) Normalfall aus, dass der Antragsteller verfassungs- und rechtstreu ist und keine terroristischen Aktivitäten entfaltet. Erst wenn Fakten vorliegen, die die Annahme rechtfertigen, er sei anders eingestellt, hat/kann die Behörde eine Prüfung voluntativer Einstellungen vornehmen (Regel-Ausnahme-Verhältnis). Aus dieser systematischen Wertung kann ein Antragsteller den Anspruch ableiten, von einer anlasslosen Untersuchung zur Verfassungstreue und Terrorismus verschont zu werden.

#### Resultate
Ein Jahr nach Einführung des Einbürgerungstestes wurde aus der Statistik mitgeteilt, dass 98 % der Prüflinge den Test im ersten Anlauf bestehen. Wer durchfiel, hat die Möglichkeit, den Test zu wiederholen.

#### Änderungen zum 1. April 2013
Seit dem 1. April 2013 gilt der Test „Leben in Deutschland“ als Einbürgerungstest. Er umfasst 33 Fragen, die aus einem Fragenkatalog zusammengestellt werden. Der gleiche Fragenkatalog (300 deutschlandweite Fragen, 10 Länder-Fragen pro Bundesland) wird verwendet, um den Abschlusstest für den Orientierungskurs (2. Teil des Integrationskurses) zusammenzustellen. Schon zum Ende des Orientierungskurses kann man mit mindestens 17 richtigen Antworten den Einbürgerungstest bestehen, für den Orientierungskurs alleine reichen 15 richtige Antworten.

## Kanada
Im Einwanderungsland Kanada wurde rund jeder Sechste im Ausland geboren. Jährlich werden 250.000 Einwanderer aufgenommen. 1967 wurde ein Punktesystem zur Steuerung der Einwanderung von Fachkräften eingeführt.
Den Antragstellern werden Punkte für Bildung, Sprachkenntnisse und Arbeitsmarktchancen bis zu einer festgelegten Höchstzahl vergeben. Nur ca. 23 % der Bewerber im Bereich Wirtschaft werden durch das Punktesystem ausgewählt, da sich Familienangehörige dem nicht unterziehen müssen.

## Österreich
In Österreich müssen Einwanderer einen Multiple-Choice-Fragebogen mit 18 Fragen beantworten. Diese bestehen aus Fragen zur Demokratie, Geschichte und zum jeweiligen Bundesland. Mindestens die Hälfte der Fragen muss richtig beantwortet werden, wobei ein Lernbogen zur Vorbereitung zur Verfügung steht. Den Inhalt der Tests verantworten die jeweiligen Bundesländer. Der Test kann maximal fünf Mal abgelegt werden. Des Weiteren werden bei den Tests Deutschkenntnisse überprüft.

## Schweiz
Einige Kantone setzen ebenfalls Einbürgerungstests (mit) ein. Eine Übersicht findet man unter ch.ch Beispiele finden sich zahlreich im Internet, z. B. aus dem Kanton Bern oder Aargau. Einbürgerungskurse werden ebenso von den Klubschulen der Migros angeboten. Im Auftrag von Gemeinden nimmt die Klubschule zudem Einbürgerungstests für den Kanton Bern vor. Die Gewerkschaften bieten mit dem Bildungsinstitut Movendo eine eintägige Handlungsanleitung zur Einbürgerung.

## Niederlande
Um in die Niederlande eingebürgert zu werden, muss der Antragsteller einen Einbürgerungstest in der niederländischen Botschaft seines Heimatlandes machen. Dieser enthält Fragen zu Geschichte und Kultur der Niederlande. Zur Vorbereitung bekommt der Antragsteller eine DVD zugeschickt, die Geschichte, Bilder und Kultur, wie z. B. sexuelle Freizügigkeit zeigt.